# Johanniter-Heilstätte Sorge

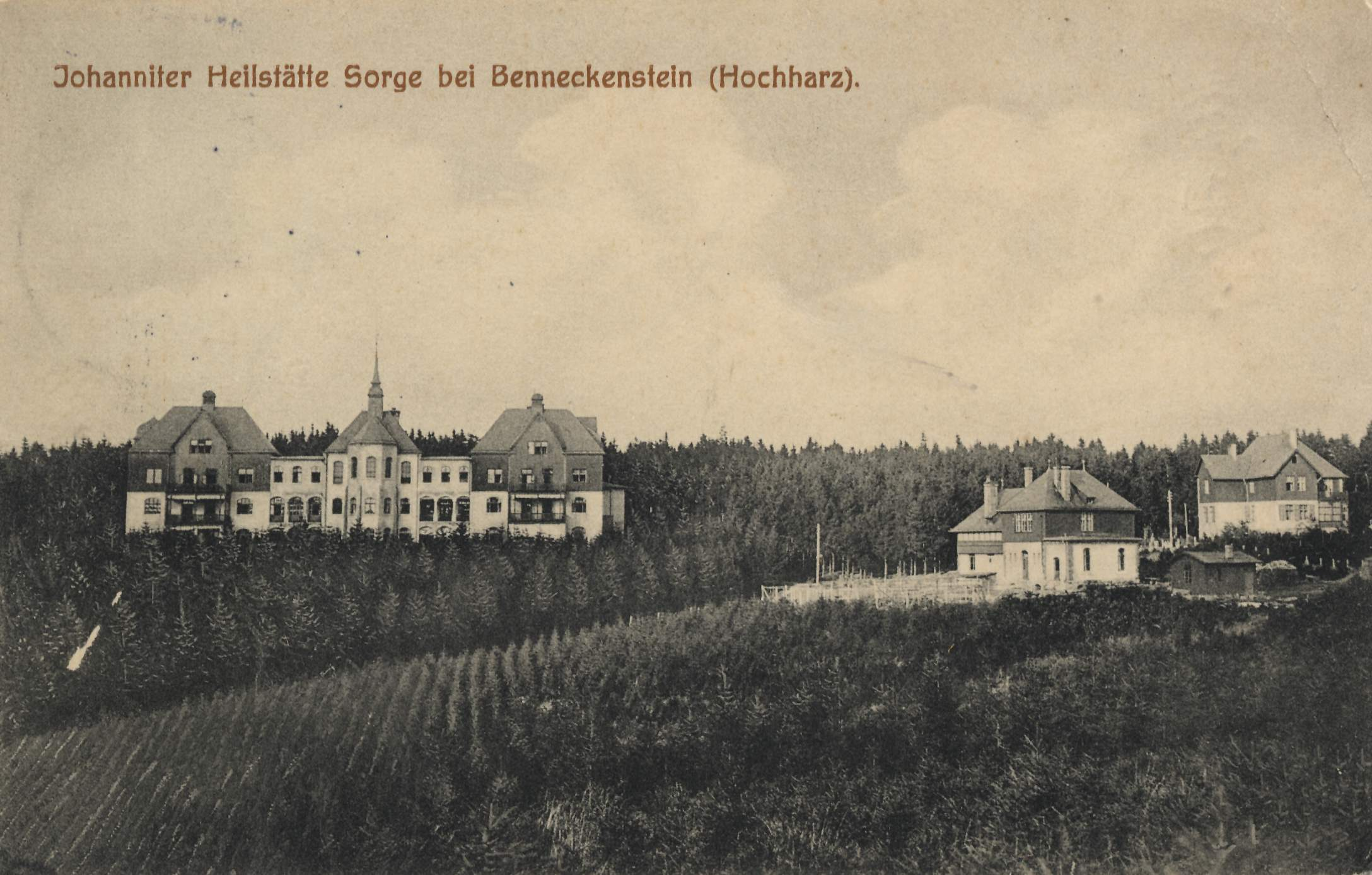
Johanniter Heilstätte 1912

Die Johanniter-Heilstätte Sorge ist eine ehemalige Lungenheilstätte auf dem Ochsenberg zwischen Sorge und Hohegeiß im Harz, das nach Plänen der Architekten Heino Schmieden und Julius Boethke entstand.

## Nutzung als Lungenheilstätte
Der Bau des Hauses wurde insbesondere durch eine großzügige Spende von Werner von Seebach aus Langensalza im Jahre 1895 ermöglicht. Die Mittel sollten zur Errichtung eines Krankenhauses im Regierungsbezirk Erfurt verwendet werden.
Durch das Januarkapitel des Johanniterordens 1899 wurde der Bau einer Lungenheilstätte beschlossen. Es sollte eine zeitgemäße Lungenheilstätte für 60 weibliche Kranke entstehen. Als Bauplatz wurde der Südhang des Gipfelplateaus des 562 m hohen Ochsenberges ausgewählt – einsam inmitten dichten Fichtenwaldes gelegen im Dreieck zwischen den Orten Sorge, Benneckenstein und Hohegeiß. Insbesondere die klimatischen Verhältnisse des Ortes gaben den Ausschlag. Der Orden nahm bei einem Ortstermin in Sorge am 17. Juli 1899 das 45 Morgen große Grundstück in Augenschein, das schließlich auf 50 Jahre gepachtet wurde. Die Bauarbeiten gestalteten sich zunächst schwierig, da neben Rodungsarbeiten auch erhebliche Erdarbeiten erforderlich waren, um aus dem felsigen Berghang ein ebenes Bauplanum zu schaffen.
Das Gebäude wurde in sehr massiver Bauweise erstellt. Die Mauern bis zum dritten Geschoss wurden in Granit ausgeführt. Das Gebäude gliederte sich in zwei gleichförmige Außengebäude und in einen Zentralbau, der in seinem Obergeschoss eine Kirche enthielt, auf die auch seine äußere Bauform durch Chor und Glockenturm hinwies. Zu einer baulichen Einheit zusammengefügt wurden die drei Gebäudeteile durch Verbindungsbauten mit arkadenförmigen, nach Süden offenen Liegehallen. Auch die geräumigen, hellen Krankenzimmer in den äußeren Gebäudeteilen waren nach Süden ausgerichtet. Es handelte sich dabei um Ein-, Zwei-, Drei- oder Vierbettzimmer. Ein Wintergarten, eine Bibliothek und mehrere Aufenthalts- und Tagesräume rundeten die komfortable Ausstattung ab.
In Gegenwart des Herrenmeisters Prinz Albrecht von Preußen fand am 26. Juni 1902 die feierliche Einweihung der neuen Lungenheilstätte statt. Im August 1902 wurden die ersten Patienten im Hause empfangen. Chefarzt war Sobotta, unterstützt durch eine Schwesternschaft, die das Diakonissen-Mutterhaus des Johanniterordens in Halle stellte. Bereits im Jahr 1903 wurde auf dem Areal ein Wohnhaus für den Chefarzt und ein Wirtschaftsgebäude errichtet. Ebenfalls 1903 wurden die ersten Waldliegehallen aufgestellt, die für die Freiluft-Liegekur nach Hermann Brehmer und Peter Dettweiler erforderlich waren. 1905 bekam Sobotta einen Assistenzarzt zur Seite gestellt, 1906 übernahm der neue Chefarzt Naegelsbach die Klinik – allerdings nur für kurze Zeit. Im gleichen Jahr wurde die Heilstätte über eine Freilandleitung an das neu entstandene Elektrizitätswerk in Benneckenstein angeschlossen und die Bettenkapazität um 12 auf 72 erweitert.
1908 gab Naegelsbach die Leitung der Klinik an den neuen Chefarzt Hans Pigger ab (Dr. med. Hugo Fritz Johannes Pigger, *29. Mai 1873 in Stargard/Pommern), der diese Tätigkeit bis zu seinem Tode im Juni 1940 ausübte. Es war bekannt, dass unter Pigger „streng Kur gemacht“ wurde, was den guten Ruf der Heilstätte begründete. Erfolge spiegelten sich auch in Zahlen wider: 1909 lässt der Jahresbericht erkennen, dass von 249 Patientinnen mit einem Altersdurchschnitt zwischen 20 und 35 Jahren 161 „mit Erfolg behandelt“ wurden und bei immerhin 72 „eine erhebliche Besserung“ erzielt worden sei. Wie im Jahr 1908 war die Heilstätte an jedem Tag voll besetzt. Die Behandlung bestand aus einer Kombination von Freiluft-Liegekuren und Bewegungskuren, wozu um die Klinik an den Hängen des Ochsenberges Kurwege angelegt worden waren. Die Lungenheilkur erforderte mit ihren sanften Mitteln eine sich über mehrere Monate erstreckende Behandlung. Pigger empfahl, die durchschnittliche Verweildauer der Patienten von 105 Tagen noch zu verlängern, um bessere Kurerfolge erzielen zu können. In der Struktur der Patienten ähnelte Sorge auch 1909 ein wenig den mondänen Häusern – trugen doch immerhin die meisten Patientinnen die Kosten der Heilkur selbst. Zwei Patientinnen wurde durch den Orden ein Zuschuss von 2 Mark pro Tag gewährt. Aus einem Fonds für Kurkostenermäßigung unterstützte der Orden 35 Patientinnen bei der Finanzierung des Kuraufenthalts. Sieben Patientinnen gab die sogenannte „Freibettkasse“ der Anstalt Hilfe.
Pigger ließ bereits 1909 durch die Anschaffung von Röntgen- und Pneumothorax-Apparaten die technische Ausstattung auf modernsten Stand bringen. Als einer der ersten Lungenärzte in Deutschland führte er im Jahr 1909 die Lungenkollapstherapie ein. Umfangreiche weitere technische und bauliche Veränderungen wurden auf seinen Wunsch hin durch den Johanniterorden umgesetzt. Während des Ersten Weltkrieges wurde die Klinik unverändert fortbetrieben, doch weitere Erneuerungen und Ausbauten ließen sich erst nach der Inflationszeit realisieren. Die Bettenzahl wurde auf 88 erhöht. 1925 entstand das sogenannte „Oberhaus“, das als Gästehaus genutzt wurde.
Mit Beschluss des Kuratoriums vom 8. Mai 1926 wurde das bisher auf 50 Jahre gepachtete Gelände angekauft. Ein Plan zum umfangreichen Ausbau der Heilstätte wurde genehmigt.
Das Hauptgebäude bekam auf seiner Westseite einen großen Anbau, der Zimmer für 45 weitere Patientinnen und erstmals Raum für eine zusammenhängende ärztliche Abteilung bot.
Die inzwischen zu klein gewordenen Behandlungsräume im Altbau wurden durch moderne Operationssäle in dem am 1. April 1927 bezogenen Neubau ersetzt. Ab 1927 bot sich hier nun die Möglichkeit chirurgischer Eingriffe (Thoraxchirurgie). Aus einem Sanatorium für Leichtlungenkranke, dem „Sorgenhaus“, wie damals die Klinik zuweilen genannt wurde, war ein modernes Lungenkrankenhaus mit etwa 130 Betten geworden. Inzwischen war ein dritter Assistenzarzt vor Ort – die Schwesternschaft bestand aus zehn Schwestern. Weiterhin galt das Augenmerk den Kurkosten, die man so gering wie möglich halten wollte, da man sich als Orden auch weiterhin besonders den weniger Bemittelten verpflichtet fühlte. Ein Einbettzimmer kostete in den 1930er Jahren 7 Mark, ein Zweibettzimmer 6 Mark und für Drei- und Vierbettzimmer täglich 5 Mark. Es wurde dafür volle Verpflegung nach medizinischen Gesichtspunkten, ärztliche Behandlung und Heilbäder „ohne Zusätze“, Abreibungen und vieles mehr angeboten. 1930 wurde das „Gelbe Haus“ seiner Bestimmung übergeben und dadurch die Bettenkapazität auf 165 Betten angehoben. 1937 wurde ein weiterer großer Neubau begonnen, der 1938 fertiggestellt wurde. Dieser bot nochmals Zimmer für 25 Patientinnen und verfügte zudem über Wohnräume des Oberarztes und einige Angestellte. Die nunmehr erreichte Kapazität von 180 Krankenbetten blieb in den kommenden Jahrzehnten konstant, so dass 1938 der Ausbau der Heilstätte im Großen und Ganzen als abgeschlossen angesehen werden kann. Nach dem plötzlichen Tod des Oberarztes Pigger im Juni 1940 wurde das neue Haus als „Dr.-Pigger-Haus“ dem Gedenken des jahrelangen Leiters der Heilstätte gewidmet. An die Stelle von Pigger trat nunmehr Volker Grosse aus Berlin.
Im Zweiten Weltkrieg und auch in den schwierigen Jahren danach blieb die Heilstätte ohne Unterbrechung in Betrieb. Waren die Belegungszahlen in den Kriegsjahren rückläufig, erreichten sie in den frühen 1950er Jahren wieder die aus Vorkriegszeiten bekannten Dimensionen. 1951 wurden die letzten Lungenoperationen durchgeführt. Bis 1961 sank die Belegung von 180 auf nur noch 120 Patienten. Der allgemeine Rückgang der Tbc-Erkrankungen aufgrund verbesserter hygienischer Verhältnisse und geringere Patientenzuweisungen durch die Tbc-Zentrale in Berlin führte zu ersten wirtschaftlichen Problemen im Betrieb der Heilstätte. Es wurde beschlossen und genehmigt, ab Anfang 1962 auch männliche Patienten aufzunehmen. Die Maßnahme brachte den gewünschten wirtschaftlichen Erfolg – das Haus erreichte sehr bald wieder seine maximale Belegung. Inzwischen hatte der Johanniterorden seine Liegenschaften in der DDR an die evangelische Landeskirche treuhänderisch abtreten müssen.
Im November 1967 wurde die Evangelische Kirche der Kirchenprovinz Sachsen durch die Bezirksregierung Magdeburg davon in Kenntnis gesetzt, dass die Heilstätte in Sorge kurzfristig aufzulösen sei und nicht mehr zu diakonischen Zwecken genutzt werden dürfe. Die Räumung des Hauses sollte bis zum 31. Dezember 1967 – also wenige Wochen später – erfolgt sein. Über eine künftige Nutzung wurden keine Angaben gemacht. So wurde der Heilstätten-Betrieb in seiner bisherigen Form zum 31. Dezember 1967 eingestellt.

## Nutzung als NVA-Kurheim
Zwischen der Kirche und dem Kreis Wernigerode musste ein Hauptmietvertrag geschlossen werden, aus dem der Kreis das Recht der freien Nutzung des Objekts für 65.000 Mark jährlich erhielt. Der Kreis Wernigerode wiederum schloss einen Untermietvertrag mit der Nationalen Volksarmee (NVA). Die Behandlung von Lungenkrankheiten als ursprüngliche Zweckbestimmung des Hauses hatte 1967 ein Ende genommen.
Ab 1968 wurde die ehemalige Lungenheilstätte durch die Nationale Volksarmee (NVA) und die Grenztruppen der DDR mit 150 Kurplätzen genutzt. Ab 1973 leitete Obermedizinalrat Markert im Rang eines Oberstleutnants das Haus. Es wurden Heil-, Genesungs- und prophylaktische Kuren durchgeführt. Besondere Behandlungsgebiete waren Wirbelsäulenerkrankungen aber auch Herz- und Kreislauferkrankungen. Als Patienten fanden sich hier alle Dienstgrade vom Unteroffizier bis zum General wieder. Bekanntester Kurgast war Armeegeneral und Verteidigungsminister der DDR Heinz Hoffmann im Jahr 1972.
Wie in Zeiten von Pigger galten die Sitten und Heimvorschriften als streng. Es galt ein absolutes Rauch- und Alkoholverbot in der Heilstätte; bei Nichteinhaltung wurde der sofortige Abbruch der Kur angeordnet. Ab 1986 wurden in der Klinik auf dem Ochsenberg neben Armeeangehörigen der NVA auch Bürger der umliegenden Gemeinden Sorge, Tanne (Harz) und Benneckenstein behandelt, wenn deren Ärzte dies verordneten. Da die Heilstätte nur wenige hundert Meter von der zwischen Hohegeiß (Niedersachsen) und Sorge verlaufenden innerdeutschen Grenze entfernt lag und sich somit im absoluten Sperrgebiet befand, war das gesamte Gelände mit den Gebäuden der Heilstätte und dem weitläufigen Parkgelände von einem Sicherheitszaun umgeben. An der Zufahrt zur Heilstätte befand sich eine besetzte Pforte. Da die in der Klinik behandelten Patienten im Umkreis in dem Ruf standen, nicht sonderlich krank zu sein, sondern im Harz in aller Abgeschiedenheit dem Müßiggang zu frönen, wurde das Objekt hinter vorgehaltener Hand gern auch einmal als „Faultierfarm“ bezeichnet. Unter den Insassen war die Bezeichnung „Wasserburg“ gängig – in Anspielung auf die Wasseranwendungen, die grundlegender Bestandteil jeder Kur waren.

## Nachwende-Zeit
Mit der Wende 1989 änderten sich die Verhältnisse abermals grundlegend. In den Untermietvertrag mit dem Kreis Wernigerode musste durch Auflösung der NVA zum 3. Oktober 1990 die Bundeswehr eintreten, die an der Nutzung des Objektes allerdings kein Interesse zeigte. Der Untermietvertrag zwischen Bundeswehr und dem Kreis Wernigerode wurde daher zum 30. Juni 1991 fristgerecht gekündigt. Der Kreis Wernigerode unterließ seinerseits eine fristgerechte Kündigung des Hauptmietvertrags mit der Landeskirche, so dass der Vertrag noch bis zum 31. Dezember 1991 Gültigkeit hatte. Bis zur Rückübertragung der Heilstätte durch das Bundesvermögensamt an den Johanniter-Orden 1992 standen die damals baulich gut erhaltenen Gebäude einige Zeit leer. Fünf ehemalige Angestellte übernahmen die Bewachung und die Vorbereitung der Besitzübergabe des Areals.
Die Rückübertragung des Objektes an den Johanniterorden stellte diesen vor große Probleme. Die abermalige diakonische Nutzung des Objektes als Heilstätte schien sich zunächst leicht verwirklichen zu lassen, da sich die Gebäude in ihrer Grundstruktur  alle in einem guten Zustand erhalten zeigten – was auch ihrer massiven Bauweise zu danken war. Die Hebung der Anlage auf westdeutschen Klinik-Standard hätte jedoch eine hohe Investitionssumme erfordert. Zudem waren aufgrund des Alters der Anlage jährlich hohe Erhaltungskosten zu befürchten. Der Johanniterorden sah sich angesichts vieler anderer Aufgaben im Zusammenhang mit der Wiedervereinigung und anstehenden Investitionen in anderen rückübertragenen Objekten in den neuen Bundesländern nicht in der Lage, in Sorge die notwendigen Investitionen vorzunehmen.
Als Nachnutzung war auch die Einrichtung eines Kinderheims, eines SOS-Kinderdorfs oder eines Müttergenesungsheims angedacht. Keines dieser Ziele ließ sich realisieren. Ein interessierter Käufer aus dem Stuttgarter Raum bot zwei Mio. DM für die Anlage, die er einer medizinischen Nachnutzung zuführen wollte. Das Gebot lag jedoch unter den Vorstellungen des Johanniter-Ordens, der mindestens drei Mio. DM erzielen wollte.
Im Jahre 2016 wurde der Horror-Thriller Film Ostzone hier gedreht, welcher zudem eine fiktive Geschichte dieser Heilstätte erzählt.
Im Jahre 2018 befinden sich alle der Gebäude in einem Zustand des stark fortgeschrittenen Verfalls, Teile des Daches sind eingestürzt und nahezu alle Fenster sind zerbrochen, so dass die Witterung den Verfall noch weiter begünstigt. Die Gebäude enthalten keinerlei Einrichtungsgegenstände und auch sämtliche Wasser- und Elektroleitungen wurden im Zuge der Entkernung entfernt. Das Gebiet ist auf 30 Jahre verpachtet an ein Paar, welches Schlittenhunde züchtet und wird als „Lost Place Erlebniscamp“ gern von Fotografen besucht.
Im Mai 2022 bestand das Erlebniscamp nicht mehr, sodass das Gelände nicht mehr betreten werden kann.